# Lago Saimaa
El lago Saimaa es el mayor lago de Finlandia y el quinto de Europa, con una superficie de 4.377 km². Está ubicado en la parte sureste del país y en sus orillas hay varias ciudades notables, como Lappeenranta, Imatra, Savonlinna y Mikkeli. El lago desagua principalmente a través del río Vuoksi, que desemboca en el lago Ladoga, hoy en día situado completamente en Rusia.
La mayor parte del lago está salpicado de islas y estrechos canales que dividen el lago en muchas partes, cada una con su propio nombre, siendo en realidad casi un complejo de lagos. Las partes o cuencas más importantes son el propio Saimaa (1377 km²), Suur-Saimaa, Orivesi (601 km²), Puruvesi (421 km²), Haukivesi  (620 km²), Yövesi, Pihlajavesi (713 km²), Pyhäselkä (361 km²) y Enonvesi (196 km²).
En este lago viven el salmón del lago Saimaa y una de las focas más raras de agua dulce, ambas en peligro de extinción. La foca anillada de Saimaa (Pusa hispida saimensis) se conoce localmente como Norppa.

## Canal de Saimaa
El canal de Saimaa desde Lauritsala, Lappeenranta a Vyborg conecta el lago con el golfo de Finlandia. Otros canales conectan Saimaa con los pequeños lagos del este de Finlandia y formar una compleja red de vías navegables que se utilizan principalmente para el transporte de madera, minerales, metales, pulpa y otras cargas, aunque también para viajes turísticos.

## Topografía
El río Vuoksi corre desde Saimaa hasta el lago Ladoga. Gran parte del lago posee numerosas islas, y estrechos canales que dividen el lago en muchas partes, cada una de las cuales tiene su nombre (las cuencas principales son Suur-Saimaa, Orivesi, Puruvesi, Haukivesi, Yövesi, Pihlajavesi, y Pyhäselkä). El Saimaa presenta todos los principales tipos de lago en Finlandia con diferentes niveles de eutroficación.
En algunas partes de la cuenca del Saimaa (que excede la superficie del lago), "hay más línea costera por unidad de superficie que en ninguna otra parte del mundo, la longitud total es de unos 15 000 kilómetros (9320,6 mi). La región comprende unas, 14,000 islas, que contribuye a la complejidad que posee el sistema."
|                                   |
| Isla Hietasaari en el lago Saimaa |

|                                            |
| Fortaleza de Olavinlinna en el lago Saimaa |

|                       |
| Costa del lago Saimaa |

## Triángulo de Saimaa
Una forma de visualizar el Saimaa es dividirlo en tres cuencas fluviales en relación con los dos estrechos. El más meridional es el Puumalansalmi, por el que fluyen todas las aguas de la parte norte de Saimaa y en cuya orilla se encuentra la aldea de la iglesia Puumalan. El nicho más septentrional se encuentra en Savonlinna. Su estrecho más caudaloso es el Kyrönsalmi, en cuya isla se encuentra Olavinlinna. Savonlinna también cuenta con Laitaatsalmi y Haapasalmi. El canal Raikuu, que lleva el agua de Oriveden a Puruvesi, también debe mencionarse como límite del triángulo. Como el agua fluye de norte a sur, las partes de Saimaa se presentan en el mismo orden.

### Saimaa del Norte
La orilla más septentrional de Saimaa se encuentra al sur del tercer Salpausselkä, Jaamankankaan. La parte oriental del lago se llama Pyhäselkä y la parte sur Jänisselkä. Ambas partes del lago se encuentran al este de Tutjunniemi y Oravisalo. Al oeste de Tutjunniemi se encuentra Telmonselkä, que forma parte de la parte del lago Oriveden. Al norte de Oravisalo hay islas, las mayores de las cuales son Niinikkosaari y Siikasaari. Al norte de estos se encuentra el largo Heposelkä. Al este de Oravisalo se abre el despoblado Savonselkä, que sigue a Varpasalo hacia el sur para convertirse en Kuhakivenselkä y Samppaanselkä. Aquí, el Orivesi se bifurca en una bahía archipelágica que sobresale hacia el sureste, donde se encuentran el Mustanselkä y el Muljulanselkä. La segunda rama se abre hacia el suroeste. Allí se encuentra la redonda Paasselkä.
A continuación, el Paasselkä desemboca en un nicho Savonranta, del que parten también el primer y estrecho Pyyvesi y el nicho Hanhivirran, seguidos del estrecho Enonvesi.  Enonvesi incluye la parte noreste de los lagos del archipiélago de Oravi, Varkaussalo y Ahvensalo. Entre ellas se encuentran Joutenvesi, Heinävedenselkä, Pyttyvesi, Ruunavesi, Kolovesi y Ruokovesi. Los caudales de paso de Enonvesi desembocan en Haukivete desde tres puntos: a través de Tappuvirran, el canal de Oravi y el canal de Haponlahde.
Haukivesi comienza en el norte Varkaus Siitinselältä y se divide en Vuoriselkä en el sur de Haapaselkä y el sureste de Kuokanselkkä. Haukivesi se abre en un amplio archipiélago, con la más suelta Äimisvesi al noreste y Peonselkä y Majakkaselkä detrás de las islas al sur. El Parque Nacional de Linnansaari está situado al norte de Tuunaanselkä. Después de Tuunaanselkä, el lago se estrecha en el sureste para convertirse en Pieneksi Haukivedee y llega a Savonlinna en Haapavesi.

### Saimaa Central
El Saimaa Central comienza en Savonlinna, y las aguas del Hapavesi fluyen a través de tres estrechos hacia Pihlajavesi. A juzgar por el mapa, es la Saimaa más archipelágica, con múltiples ramificaciones y de menor tamaño. Su orilla sureste sigue el Duodécimo Salpausselkä y finalmente se encuentra con Punkaharju en el este, detrás del cual se encuentra Puruvesi. La plataforma lacustre más oriental de Puruvesi es el lago abierto Hummonselkä, cuyo extremo norte limita al oeste con Pihlajaniemi. En el lado oeste de la pradera se encuentra Pihjalaniemenselkä, en cuyo extremo norte el Canal Raikuu lleva a Paasselä. Las islas de Hevossalo, Vehkasalo y Hälva se encuentran en medio del Puruvee. Además, el lago se estrecha con Putkiniemi y Rauvanniemi. El lado suroeste del lago, en la orilla del lago Harvasaar, tiene probablemente la cresta más ancha del lago Harvanselkä. Punkaharju corta el suministro de agua a Pihlajavete con bastante eficacia. Sólo hay dos estrechos por los que sale el agua: el Punkasalmi, cerca del pueblo de Kirk, y el Tuunaansalmi.
El agua de Puruvesi vierte en Pihlajavesi Utrasselkä e Hirvolanselkä. Virtasalmi también vierte agua hacia el oeste a lo largo de Moinselki. La parte oriental de Pihlajavesi es amplia pero archipelágica. Además de los anteriores, los lagos Särkilahdenselkä, Tetriselkä, Paatisenselkä y Kokonselkä son plataformas lacustres claras. Mirando desde Savonlinna, el primer lago que se abre es Pitkään Pihlajavesi, una cresta de este a oeste. Tuohiselkä y Siikavesi son las últimas crestas antes de Sulkava, donde Ruokoniemi estrecha significativamente el Pihlajavesi.
Más allá del estrecho de Sulkava se encuentra el Partalansaari, que está rodeado por aguas del norte y del sur. La ruta del norte comienza en el Arrecife Kaartilan, desde donde la Hakovirta conduce a Enonvede. Desde allí, la vía navegable continúa hacia el sur por el río Varma hasta Haapaselkä. La ruta del sur lleva primero al sur por Lepistönselän a Jänisselkä y Tolvanselkä. Desde aquí el agua fluye hacia el oeste a lo largo de la orilla sur de Partalansaari o hacia el sur alrededor de Viljakansaari. La ruta acuática occidental lleva por los arroyos Ruunaanselkä y Kietävälän hasta Haapaselkä. La ruta alrededor de Viljakansaari pasa por el archipiélago de Muikunselkä, al sur del cual se encuentra Katosselkä, y continúa hacia el oeste por el estrecho de Maksasaari hasta Ummistonvede. Estas aguas se estrechan desde Leukoinsalmi casi directamente en Puumalansalmi. Las aguas que han sorteado Partalansaari se reúnen en Haapaselkä y descienden por Kukkeistenselkä y Osmonaskeleenselkä hasta Puumalansalmi.

### Saimaa del Sur

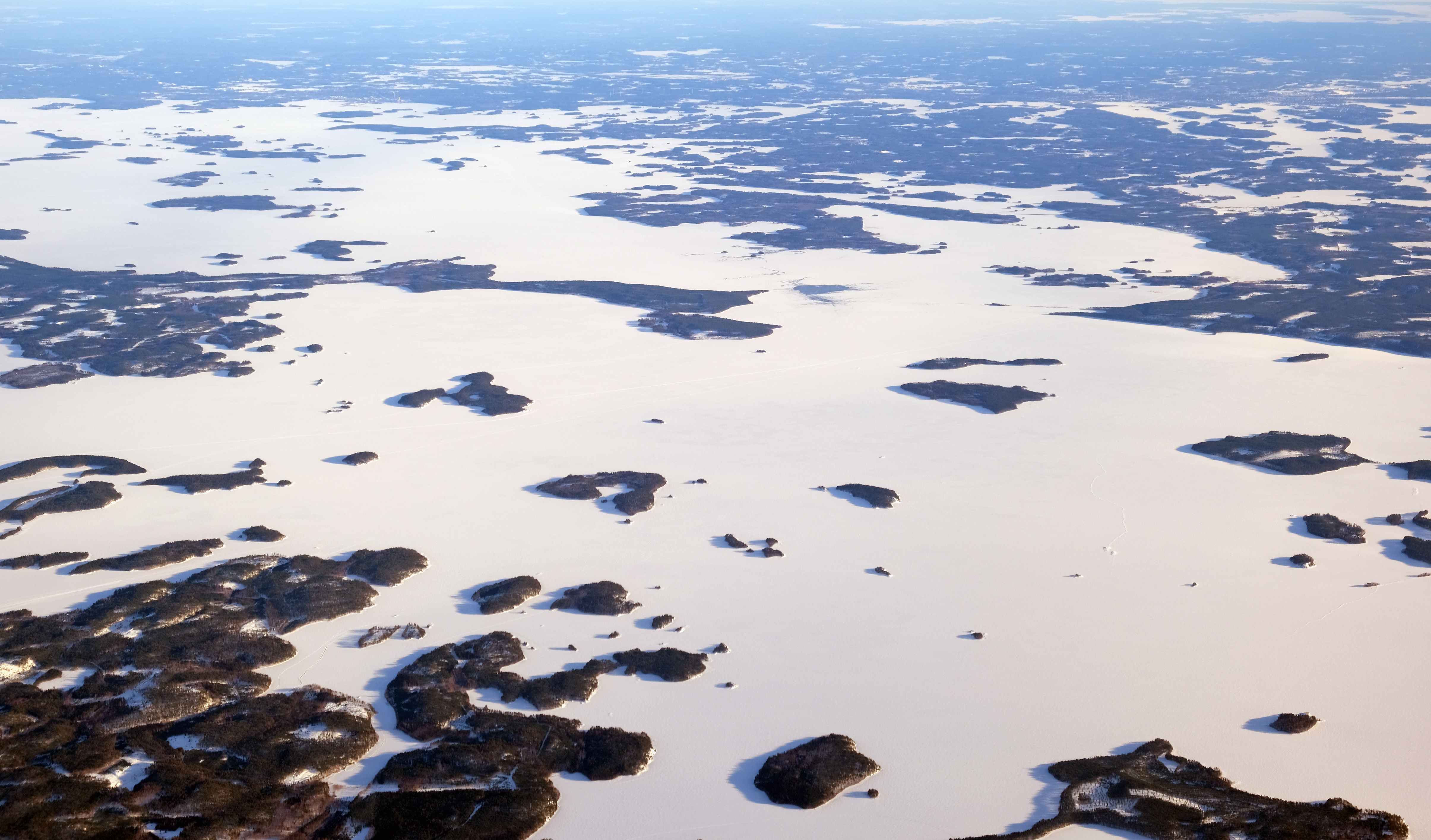
Lake Saimaa in aerial view

La parte principal del lago en el sur del Saimaa que es tratada por las autoridades del agua es el Saimaa propiamente dicho (04.112.1.001), que por sí solo cubre una cuarta parte de todo el Saimaa. Contiene grandes bancos lacustres, a menudo denominados colectivamente Suur-Saimaa. Sin embargo, los lugareños tienen nombres específicos para sus pequeños lagos, de los que aquí sólo se mencionan algunos. En el centro de los Grandes Lagos se encuentra Kyläniemi, una isla separada del continente por el Canal de Kutveleen. Al sur de Kyläniemi hay una zona lacustre de unos 20 × 20 km con algunas islas. Sus costas meridionales siguen el primer Salapusselkä y Kyläniemi forma parte del duodécimo Salpausselkä. Lappeenranta está protegida del mar abierto por una amplia y archipelágica bahía llamada Pien-Saimaa. Aquí se encuentran Maavesi, las partes oriental y occidental de Pien-Saimaa, separadas por las islas de Kirkkosaari, Kuivaketvele y Vehkataipaleen. El Canal de Saimaa también comienza aquí. En el extremo oriental de la orilla sur se encuentra Imatra, desde donde nace el río Vuoksi. Al norte de Imatra se encuentran las islas habitadas Salosaari, Äitsaari, Mietinsaari y Härskiänsaari, protegidas por Haapavesi. Rasila se encuentra en la orilla de Hapavesi.
En el lado norte de Suur-Saimaa hay una cresta abierta de agua de 25 × 10 kilómetros. Desde allí, las aguas del norte de Saimaa fluyen principalmente a través de Rastinvirta hacia el sur de Suur-Saimaa. Al este de Kyläniemi se encuentra Luukkolansaari, que alberga Käkövesi y Kyysmänlahti. En el lado oriental de Lehmäinselän, cerca de Puumala, se encuentra Naistenvesi. Estas tres bahías se esconden tras una cadena de islas que bordean la parte norte de Suur-Saimaa. La cadena de islas incluye grandes islas como Niinisaari al este, Lintusalo, Otasalo, Hurissalo, Laamalansaari, Liiansaari y al oeste Kuivainen. Más al sur, Saimaa se encuentra en el norte y noroeste de la cadena de islas, entre penínsulas e islas.
En el lado norte de Puumalansalmi se encuentra Koskenselkä y en el lado sur Lehmäinselkä. Al este de la gran isla de Hurissalo se encuentra la casi sin islas Lietvesi, conectada al sur por Vetojako y al norte por Luonteriin. Pistohiekanselkä. Luonteri es una parte archipelágica del lago, con los cabos Hirvensalo y Uimasalo, los cabos Keljunniemi y Piekälänsaari, y las islas Saukonsalo y Pihlajasalo. En el lado norte de Pihlajasalo, los Enovesi y Pitkälahti, en el lado suroeste de la isla, sobresalen hacia el norte de la cresta de Siikavesi. Al oeste de Hurissalo se encuentra Louhivesi, cuyo fondo se une a Ukonvesi, que parte al norte de Mikkeli. Al sur de Louhivesi se encuentra Yövesi, que comienza en el oeste en Ristiina. Estas partes del lago desembocan en el extremo noroeste de Suur-Saimaa en el Liittokivenselkä. En su lado suroeste se encuentra el Ieselkä, que rodea a Kuivaisen como lago Vehka.

## Asentamiento de transporte y ocio de Saimaa

### Transporte fluvial
En el Saimaa existe un tráfico marítimo comercial que se desarrolla en la cuenca del Vuoksi en una zona más amplia que la del Saimaa. El tráfico interno tiene limitaciones en cuanto al tamaño de los buques, que dependen de la profundidad de las vías de agua, la anchura del canales, la altura del puente y, para el tráfico internacional, la estrechez del Canal de Saimaa. Los buques con una longitud máxima de 82 metros, una anchura máxima de 12,2 metros, un calado máximo de 4,35 metros y una altura máxima de 24,5 metros sobre el nivel del agua del mástil pueden operar en el Saimaa sin un permiso especial. En Finlandia, los puentes suelen tener una altura máxima del tablero inferior de 18 metros, pero los tableros interiores más altos se encuentran a lo largo de la profunda vía fluvial del lago Saimaa. Por el Saimaa navegan buques con una capacidad de carga de entre 500 y 2.500 toneladas. El tráfico marítimo internacional es más intenso en las rutas de Varkaus, Savonlinna y Lappeenranta. Por ejemplo, en octubre de 2018, 944 buques de carga pasaron por el Canal de Saimaa, de los cuales el 53 % eran de Rusia, el 19 % de Antigua y Barbuda, el 16 % de Alandomai y el 5 % de Finlandia. Además, hay tráfico en el Saimaa que no sale del mismo a través del canal hacia el mar. También hay algo de tráfico de pasajeros en Saimaa.
La red de vías navegables de Saimaa tiene una longitud de 3 300 kilómetros, incluyendo vías navegables profundas, vías navegables principales y ramales. En el Saimaa hay 814 kilómetros de aguas profundas con una profundidad mínima de 4,2 m. Los 1.560 km de carreteras principales tienen una profundidad mínima de 2,4 m, y las carreteras secundarias tienen una profundidad inferior a 2,4 m (longitud total de 1.200 km). La profundidad de las vías principales varía de una sección a otra y puede ser, por ejemplo, de 3,8 m, 3,0 m, 2,8 m y 2,4 m. La carretera profunda parte de Lauritsala desde la desembocadura del Canal de Saimaa y continúa hasta Savonlinna y desde allí hacia el norte hasta Kuopio, Siilinjärvi, Joensuu y Kitee. En el sur de Saimaa, los puertos de Mustola y Kauka en Lappeenranta y el muelle de Rapasaari, el muelle de Nuijamaa, el muelle de Pulpi en Joutseno, el muelle de Honkalahti, el puerto de Vuoksi en Imatra y el puerto de Ristiina cerca de Mikkeli son los puntos de carga. Desde ellas hay conexiones ferroviarias con Mustola, Rapasaari y el puerto de Vuoksi. Los siguientes puertos están en Savonlinna, donde se encuentran los puertos de Haistlahti y Lypsyniemi. Kitee tiene el puerto de Puhos, Joensuu tiene el puerto de Ukonniemi y Varkaus Puerto de Akonniemi. Los puertos de Konsulanniemi y Taipalee, en Varkaus, se encuentran en el lado de Unnukka, que ya no está en el Saimaa. Desde aquí, las vías navegables profundas continúan hasta Kuopio, donde se encuentran los puertos de Kumpusalmi, Kelloniemi y Savonsellu, y hasta Siilinjärvi, donde se encuentran los puertos de Kemira y Kuuslahti. En la zona sur de Saimaa, los barcos no pasan por debajo de los puentes de ferrocarril o de carretera, pero aguas arriba de Savonlinna sí deben hacerlo. Además de los puertos de aguas profundas, hay 13 Merenkulkulaititos y muelles de carga propiedad de la industria a lo largo de las principales vías fluviales, incluido uno en Suikki, en Lappeenranta. Las profundidades de los caminos laterales pueden ser de 2,1 m, 2,0 m, 1,8 m, 1,5 m y 1,2 m. Los caminos laterales están marcados con líneas discontinuas en la página web de Karttapaikan.
En un estudio de 2006, el número de embarcaciones de remo, de motor y de vela era de unos 20 000. Los veleros, de los que había unos 500, tenían un calado de aproximadamente 1,5 metros. Los otros barcos tenían una profundidad de entre 0,3 y 0,9 metros. Un censo de embarcaciones de un fin de semana publicado en 1988 encontró 13.500 embarcaciones. También se había realizado un censo de barcos en 1972, que dio un número total de barcos de aproximadamente el 60% del total de 1988. Un total de 112 puertos deportivos están a disposición de los navegantes.
El tronco Uitto se utiliza para el tráfico interno en el lago Saimaa. Los árboles se cortan en manojos, que se conectan entre sí en paralelo y en fila para formar grandes balsas. Los remolcadores los transportan por el Saimaa para la industria maderera. Sin embargo, la tala se ha reducido a una fracción de lo que era en décadas anteriores. Sin embargo, el 70 % del transporte en las carreteras profundas sigue siendo organizado por la industria forestal. El tráfico de mercancías es elevado en las rutas del sur de Saimaa a Savonlinna y Varkaus.

### Canales
El tráfico acuático en el lago Saimaa se ve afectado por dos factores: la poca profundidad del lago y la estrechez de las islas. La vía de agua se alarga fácilmente y requiere una navegación cuidadosa. Hay un alivio: el nivel de agua en una zona grande y fragmentada de agua está al mismo nivel. Los largos desvíos se han acortado excavando canales abiertos en cubiertas estrechas. Algunas vías de navegación se han profundizado mediante el dragado o la eliminación de arrecifes y rocas. En algunos casos, los trabajos realizados han tenido que repetirse porque el tamaño de los barcos ha aumentado o porque la profundización se ha visto afectada por hundimientos. Ocasionalmente, hay zonas del Saimaa en las que el lago tiene un gran caudal a través de estrechos o angosturas. Los flujos también se producen cuando hay una diferencia en los niveles de agua en algunas partes del lago. En particular, Savonlinna tiene una fuerte corriente por este motivo y se ha construido un nuevo canal para facilitar el paso de los barcos. Cuando las corrientes son difíciles de controlar, se ha utilizado una esclusa de canal. Suele tener al menos dos esclusas. Cuando un barco intenta pasar por el canal, se abre la esclusa del lado del barco, se deja que el nivel del agua se asiente en el canal, se introduce el barco en el canal y se cierra la esclusa, se iguala el nivel del agua con respecto a la siguiente parte del lago abriendo la siguiente esclusa y se saca el barco del canal. Utilizando varias esclusas, el barco puede ser conducido a una masa de agua superior o inferior "a través de los pasos de agua".
Hay entre 15 y 25 canales abiertos en el río Saimaa dependiendo del método de cálculo. De interés histórico son los canales militares Suvorov, construidos después de 1791. Originalmente, se planificaron tres canales. Son el Kutveleen, el Käyhkään y el Kukonharju del sur. Kutvele conecta las orillas orientales del lago Suur-Saimaa separadas por el Kyläniemi, Käyhkää conecta el Käköveden Pihlajavesi, una bahía de más de 12 km de longitud Polosselkä, y Kukonharju conecta la misma bahía de Pihlajavesi con su bahía adyacente. En 1794, el canal Telataipaleen se completó aún más al norte. Conecta las partes del lago Lepistönselkä y Siikavesi en Pihlajavesi. Un canal especial es el canal Raikuu, un canal de la misma edad pero excavado por los propios lugareños. En el lado noroeste de Suur-Saimaa, al oeste de Hurissalo, hay tres canales. El primer Canal de Vuolte se completó en 1836. Se volvió poco práctico, y más tarde redundante, cuando Someenjärvi se conectó al norte por el Canal Varkaantaipalee a Louhivete y al sur por el Canal Kirkkotaipalee a Yövete en 1874-1877. La parte del lago Pien-Saimaa, cerca de Lappeenranta, ha estado involucrada en la operación de tala en el pasado. Se conmemora con el Telataipaleen Kanal y la ruinosa estación de transferencia de troncos de Rutola, que se utilizaba para transferir la madera de Saimaa a la ruta de Valkeala y al río Kymijoki. El Canal de Kutila es famoso porque aún no se ha construido.
Se han construido grandes canales abiertos y se han mejorado posteriormente para su uso por parte de las flotas mercantes. Cuando se navega desde el Canal de Saimaa hacia los puertos del norte, la primera escala es siempre a través de Savonlinna hasta Haukivete. En Haukvivi hay un pequeño Ketveleen Kanal, que lleva al adyacente Raudanvete. El canal tiene una esclusa. Los grandes barcos pasan por Enonvede en su camino hacia el este. Luego, desde los canales adyacentes, pasan por el Canal de Orav o el Canal de Haponlahde. El viaje puede continuar por Pyyvesi hasta el Canal de Vihtakanta en Savonranta. Desde allí, la ruta entra en Orivei y puede continuar por el Canal de Kivisalmi hasta Joensuu o Pohoksi. La ruta norte desde Haukvie tiene un enlace directo con Varkaus, que, al igual que Joensuu, está en la orilla norte del lago Saimaa.
Cuando se quiere salir del Saimaa, se utilizan los canales sulku, ya que el canal siempre sube río arriba hasta la siguiente masa de agua. Desde el canal Taipaleen en Varkaus, se asciende 5,5 metros hasta Unnukka, que es el punto de partida de la ruta Leppävirra. La ruta lleva por Kallavesi en Kuopio a Tahko y Nilsi en el Syvärgi o Porovesi a Iisalmi. Si se desvía de Haukvede a través de Kolovesi y Ruokovesi en Enonvede hacia el canal Pilpa, primero asciende 4,3 metros hasta Kermajärvi, desde el canal Kerman hasta Suvasvesi y Kallavesi en Kuopio. En el Pyhäselje, el canal de Joensuu sube al Pielisjoki y al Pielisee.

### Asentamiento recreativo

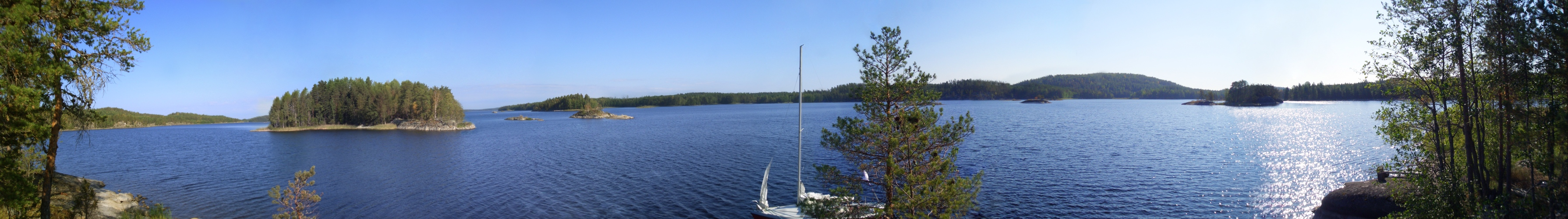
Saimaa vista desde Kotasaari

La encuesta de 2006 situaba el número total de viviendas de recreo en Saimaa en algo menos de 24.000. De ellos, 12 900 se encontraban en el sur de Saimaa, 5 300 en el centro de Saimaa y 6 800 en el norte de Saimaa.